# Манастир Девине Воде
Манастир Девине Воде или манастир Девина Вода је мушки манастир Српске православне цркве на северу Косова и Метохије. Припада епархији рашко-призренској.
Налази се на путу Звечан-Зубин Поток. Подигнут је 2009. године. Пре тога је постојао само извор који се зове Девина Вода, по коме је и манастир назван. Године 2004. су мештани подигли чесму изнад кладенца а пет година касније подигнут је манастир посвећен Чудотворној икони Богородице Тројеручице, тако да је и слава манастира дан Чудотворне Иконе Тројеручице - 25. јул.
Старешина манастира је протосинђел Фотије (Костовски), са братством на челу од 2009. године.